# Ebbatop
De Ebbatop is de bekendste berg in het Van Asch van Wijckgebergte gelegen in het district Sipaliwini in Suriname. Het Van Asch van Wijckgebergte bestaat uit een aantal alleenstaande bergen afgewisseld door heuvelland. De hoogste toppen bereiken ruim 500-700 meter. De Ebbatop is de noordelijkste top, en is 721 m hoog.